# Prezydent Związku Socjalistycznych Republik Radzieckich
Prezydent Związku Socjalistycznych Republik Radzieckich – głowa państwa w ostatnim okresie istnienia Związku Socjalistycznych Republik Radzieckich (1990–1991). Funkcję tę pełniła tylko jedna osoba - Michaił Siergiejewicz Gorbaczow.

## Prezydent ZSRR
| L.p. | Zdjęcie | Imię i nazwisko                 | Data urodzenia i śmierci            | Okres sprawowania urzędu            | Dodatkowe informacje |
| ---- | ------- | ------------------------------- | ----------------------------------- | ----------------------------------- | --- |
| 1.   |         | Michaił Siergiejewicz Gorbaczow | 2 marca 1931 – 30 sierpnia 2022     | 15 marca 1990 – 25 grudnia 1991     | W dniach 19–21 VIII 1991 w trakcie puczu moskiewskiego tymczasowo de facto nielegalnie pozbawiony władzy przez wiceprezydenta Giennadija Iwanowicza Janajewa, który ogłosił się Prezydentem Związku Socjalistycznych Republik Radzieckich. |
| -    |         | Giennadij Iwanowicz Janajew     | 26 sierpnia 1937 – 24 września 2010 | 19 sierpnia 1991 – 21 sierpnia 1991 | Jako wiceprezydent nielegalnie w trakcie puczu moskiewskiego pełniący obowiązki prezydenta Związku Socjalistycznych Republik Radzieckich.                                                                                                  |

25 grudnia 1991 do dymisji podał się całkowicie już pozbawiony władzy prezydent ZSRR – Michaił Gorbaczow, a następnego dnia (26 grudnia) akt rozwiązania ZSRR wszedł w życie. Formalny koniec ZSRR w świetle prawa międzynarodowego to 31 grudnia 1991.

## Wiceprezydent Związku Socjalistycznych Republik Radzieckich
| L.p. | Zdjęcie | Imię i nazwisko             | Data urodzenia i śmierci            | Okres sprawowania urzędu           | Dodatkowe informacje |
| ---- | ------- | --------------------------- | ----------------------------------- | ---------------------------------- | -------------------- |
| 1.   |         | Giennadij Iwanowicz Janajew | 26 sierpnia 1937 – 24 września 2010 | 27 grudnia 1990 – 21 sierpnia 1991 |                      |